# 紀元前50年代
紀元前50年代（きげんぜんごじゅうねんだい）は、西暦による紀元前59年から紀元前50年までの10年間を指す十年紀。

## できごと
- 紀元前58年-紀元前49年 - ガリア戦争：ユリウス・カエサルはガリアの大部分を征服し、ライン川を越えてブリタニアに2度侵攻した。

### 紀元前57年
- 赫居世居西干が朝鮮半島に新羅を建国した。

### 紀元前54年
- ポンペイウスはローマに初めての議会を建設した。
- はじめて常平倉をおく。

### 紀元前53年
- カルラエの戦い : ローマの将軍マルクス・リキニウス・クラッススはパルティアを侵略しようとしたが、現ハッラーン近郊のカルラエでスレナスに敗れ、クラッススは殺害される。

### 紀元前52年
- アレシアの戦い : ユリウス・カエサルはアルウェルニ族のウェルキンゲトリクスに率いられたガリアの反乱軍を破った。

## 主な人物
- ガイウス・ユリウス・カエサル:ローマの政治家、軍人（紀元前100年-紀元前44年）
- クレオパトラ7世:エジプトのファラオ（紀元前70年-紀元前30年）
- グナエウス・ポンペイウス:ローマの軍人（紀元前106年-紀元前48年）
- マルクス・リキニウス・クラッスス:ローマの政治家、軍人（紀元前115年-紀元前53年）
- マルクス・トゥッリウス・キケロ:ローマの政治家（紀元前106年-紀元前43年）
- ウェルキンゲトリクス:アルウェルニ族の酋長（?-紀元前46年）
- カッシウェラウヌス:ブリトン人の王
- コソミウス:ガリアの王
- フラーテス3世:パルティアの王
- ミトリダテス3世:パルティアとメディア王国の王
- オロデス2世:パルティアの王
- スレナス:パルティアの軍人
- 赫居世居西干:新羅の王（紀元前69年-4年）

## 誕生
- ティトゥス・リウィウス:ローマの歴史家（紀元前59年頃）
- 大セネカ:ローマの雄弁家（紀元前54年頃）

## 死去
- マルクス・リキニウス・クラッスス:ローマの政治家、軍人（紀元前53年）
- ポセイドニオス:ギリシアの天文学者、哲学者、地理学者（紀元前51年）